# Хакха
Хакха́ (бирм. ဟားခါးမြို့) — город в Мьянме, столица штата Чин.
Исторически город назывался Халкха. 

Население — около 20 тыс. человек. Считается очень красивым городом, лежащим в живописных окрестностях, однако для посещения иностранцами требуется разрешение, которое трудно получить. Город соединён грузовыми автобусами с другими городами — Фалам, Татлан, Ганго.

## История
Город основан в 1400 году народом лай. Поначалу тут был небольшой посёлок из 30 домов.
Британцы заняли посёлок 10 января 1890 в ходе операции «по подчинению диких племён». Британцы учредили в Хакхе волостную администрацию, и образовался небольшой город. В марте 1899 в Хакхе открылась баптистская миссия. Во время Второй мировой войны Хакха была оккупирована японскими войсками 11 ноября 1943, но вскоре была освобождена англичанами.
В 1948 в Хакхе разместилась администрация района Чинского особого округа, столицей округа был тогда Фалам. В 1974 особый округ был упразднён и образован штат Чин, Хакха стала его столицей. Помимо Хакхи на роль столицы рассматривались город Калемьо и деревня Вебула.